# Classic Albums: Metallica
Cet article concerne l'album de Metallica. Pour l'album des Pink Floyd, voir Classic Albums: The Dark Side of the Moon.
Pour plus de détails, voir Fiche technique et Distribution.
Classic Albums: Metallica est un DVD documentaire sur la réalisation de l'album Metallica par le groupe Metallica. Il fait partie de la troisième séries des Classic Albums, édité par Isis Productions/Eagle Rock Entertainment. Il fut édité le 6 novembre 2001.
Le documentaire couvre l'histoire derrière la création de l'album, incluant des interviews des membres du groupe et de leur nouveau producteur Bob Rock, aussi bien que les archives du processus d'enregistrement. Le documentaire contient les enregistrements de démo ainsi que les chansons originales, ainsi que les cinq singles tirés de l'album. : "Enter Sandman", "Sad but True", "The Unforgiven", "Wherever I May Roam" et "Nothing Else Matters.

## Chapitres
1. Enter Sandman
2. Sad but True
3. Holier Than Thou
4. The Unforgiven
5. Wherever I May Roam
6. Nothing Else Matters

## Interviews
1. Discussion de James & Lars sur l'écriture des chansons
2. Techniques d'enregistrement des percussions
3. Solo de guitare de Kirk - "Wherever I May Roam"
4. Jason nous parle de "My Friend of Misery"
5. Bob Rock dans le Désert
6. The Mix, the Masters and the End of the Story
7. The God That Failed

## Fiche technique
- Musique : Metallica
- Producteur : Nick de Grunwald
- Distribution : Eagle Eye Media/Isis Productions
- Langue : Anglais

## Voir également
Metallica (alias "Black Album")